# Point North
Point North is een Amerikaanse Alternatieve rockband afkomstig uit Los Angeles, Californië. De band werd opgericht in januari 2017, maar bij beperkt succes werd besloten de band op te heffen. Tot datzelfde jaar een cover van het nummer Hammer van nothing,nowhere. een groot succes werd en de band besloot haar geluk toch nog eens te beproeven.

## Personele bezetting[4]
- Jon Lundin - vocalen, gitaar
- Timmy Rasmussen - gitaar
- Brady Szuhaj - bas
- Sage Weeber - drums

Voormalige leden
- Andy Hershey - gitaar

## Discografie
Albums
- 2018 - A Light in a Dark Place

Ep's
- 2019 - Retrograde